# Rumi Utsugi
Rumi Utsugi (宇津木 瑠美, Utsugi Rumi, nascida em 5 de dezembro de 1988, em Kanagawa) é uma futebolista japonesa que atua como meia defensivo. Atualmente joga pelo Montpellier HSC.

## Carreira
Utsugi fez parte do elenco da Seleção Japonesa de Futebol Feminino, nas Olimpíadas de 2008. E nos mundiais de 2011 e 2015.

## Títulos
Japão
- Mundial: 2011